# Front Démocratique des Francophones

Logo

Front Démocratique des Francophones (Franskspråkiga demokratiska fronten, FDF) är ett belgiskt parti i Bryssel. Det har tidigare under 2000-talet samarbetat med Mouvement Réformateur, som bildades 2002. Fram till 1982 dominerade FDF kommunalpolitiken i Bryssel. Partiet förespråkar bland annat en utökning av tvåspråkigheten till andra regioner än enbart Bryssel.